# The Triumphs of Oriana
The Triumphs of Oriana is een verzameling madrigalen ter ere van Koningin Elizabeth I en samengesteld door Thomas Morley in 1601.
Traditioneel wordt aangenomen dat deze bloemlezing van 25 madrigalen bedoeld was als onderdeel van een masque tot ophemeling van de koningin, en dat ze bij festiviteiten publiekelijk werd opgevoerd. Zeker is dat de samensteller Thomas Morley was: hij bezat een hem door de koningin verleend monopolie op het drukken van muziekpartituren, en 23 componisten, de ene al beroemder dan de andere, leverden hun bijdrage. Morley en Ellis Gibbons leverden elk twee madrigalen; zij behoren ook tot de bekendere medewerkers aan de collectie. Wat het precieze doel van de bloemlezing was, is evenwel niet met zekerheid te zeggen. Een duidelijke samenhang tussen de liederen ontbreekt, en daarenboven wordt Koningin Elizabeth in de opdracht niet specifiek vermeld: haar neef, de Lord High Admiral Charles Howard, is degene aan wie de collectie is opgedragen. Dit lijkt hiermee niet in tegenspraak, aangezien de teksten van de madrigalen allemaal duidelijk aan Elizabeth zijn gewijd, en elk lied eindigt met ongeveer dezelfde formule: 
Then sang the Shepherds and Nymphs of Diana:
Long live fair Oriana!
Waarbij Oriana de bijnaam van de koningin is. The Triumphs of Oriana werden tot diep in de 17de eeuw opgevoerd, en waren onder amateurzangers zeer populair. Wat opvalt aan de collectie is dat ze geen bijdragen van twee van de belangrijkste componisten uit de periode bevat, namelijk John Dowland en William Byrd. De verklaring hiervoor ligt naar alle waarschijnlijkheid in het feit dat deze bekendstonden als katholieken, en het voor de koningin — die nochtans op religieus gebied zeer tolerant was — niet politiek correct ware geweest indien zij zich door katholieken had laten prijzen. In een van de madrigalen wordt desondanks subtiel op Byrd gezinspeeld.
De madrigalen van The Triumphs of Oriana zijn:
- All creatures now are merry-minded, John Bennet
- Calm was the air and clear the sky, Richard Carlton
- Come, gentle swains and shepherds' dainty daughters, Michael Cavendish
- With wreaths of rose and laurel, William Cobbold
- Hence stars, too dim of light, Michael East
- Fair Nymphs, I heard one telling, John Farmer
- Long live fair Oriana, Ellis Gibbons
- Round about her charret, with all-admiring strains, Ellis Gibbons
- Fair Oriana, beauty's Queen, John Milton
- Thus Bonny-Boots the birthday celebrated, John Holmes
- Hark, did ye ever hear so sweet a singing?, Thomas Hunt
- Come, blessed Bird, Edward Johnson
- Fair Oriana, seeming to wink at folly, Robert Jones
- With angel's face and brightness, George Kirbye
- Fair Cytherea presents her doves, John Lisley
- The Nymphs and shepherds danced, George Marson
- Fair Orian in the morn, John Milton
- Arise, awake, awake, Thomas Morley
- Hard by a crystal fountain, Thomas Morley
- Lightly she whipped o'er the dales, John Mundy
- Sing, shepherds all, Richard Nicholson
- With angel's face and brightness, Daniel Norcome
- The Fauns and Satyrs tripping, Thomas Tomkins
- As Vesta was from Latmos hill descending, Thomas Weelkes
- The Lady Oriana, John Wilbye